# Mờ mắt
Mờ mắt là một triệu chứng ở mắt nơi tầm nhìn trở nên kém chính xác hơn và có thêm khó khăn để giải quyết các chi tiết tốt.

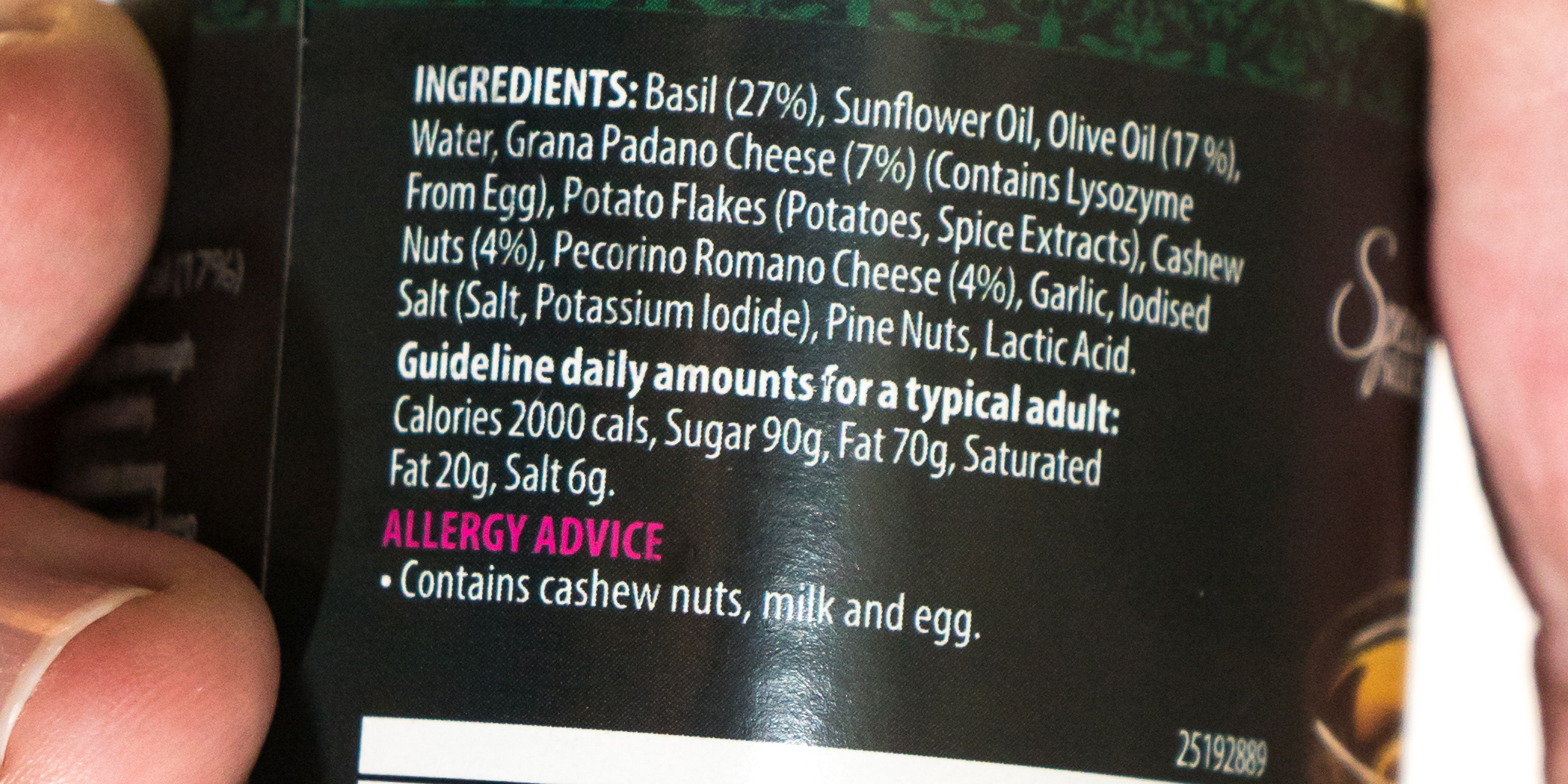
Các bản in nhỏ trong một danh sách thành phần hiển thị rõ ràng cho đôi mắt trẻ khỏe mạnh

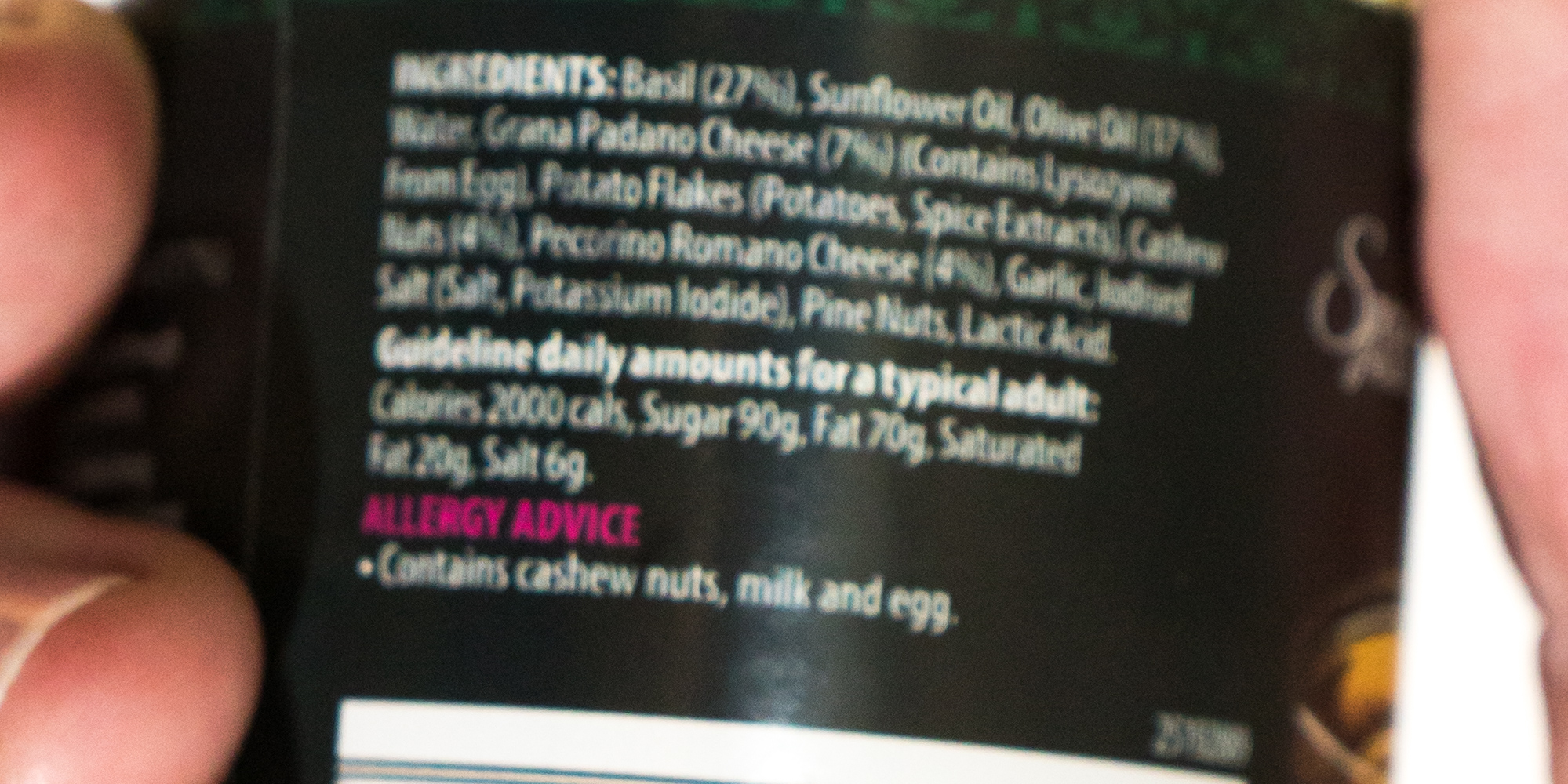
Mắt khi về già có thể gặp khó khăn khi đọc chữ in nhỏ

## Nguyên nhân
Có nhiều nguyên nhân gây mờ mắt:
- Sử dụng atropine [1] hoặc thuốc chống cholinergic khác
- Chứng viễn thị - Khó tập trung vào vật ở gần. Thường gặp ở người cao tuổi. (khả năng điều tiết có xu hướng giảm theo tuổi.)
- Đục thủy tinh thể trên thấu kính của mắt, gây ra tầm nhìn ban đêm kém, quầng sáng quanh đèn và nhạy cảm với ánh sáng chói. Tầm nhìn ban ngày cuối cùng bị ảnh hưởng. Thường gặp ở người cao tuổi.
- Glaucoma - Tăng áp lực tăng trong mắt, gây ra tầm nhìn ban đêm kém, điểm mù và mất thị lực ở hai bên. Một nguyên nhân chính gây mù. Bệnh tăng nhãn áp có thể xảy ra dần dần hoặc đột ngột, nếu đột ngột, đó là một cấp cứu y tế.
- Bệnh tiểu đường - Đường huyết được kiểm soát kém có thể dẫn đến sưng mắt tạm thời, dẫn đến mờ mắt. Trong khi nó được giải quyết nếu kiểm soát lượng đường trong máu được thiết lập lại, người ta tin rằng sự xuất hiện lặp đi lặp lại thúc đẩy sự hình thành đục thủy tinh thể (mà không phải là tạm thời).[2]
- Bệnh võng mạc tiểu đường Đơn giản Biến chứng của bệnh tiểu đường có thể dẫn đến chảy máu vào võng mạc. Một nguyên nhân phổ biến khác của mù.
- Hyperv Vitaminosis Một tiêu thụ vitamin A quá mức có thể gây mờ mắt.[3]
- Thoái hóa điểm vàng, tầm nhìn trung tâm, mờ mắt (đặc biệt là trong khi đọc), tầm nhìn bị méo (như nhìn thấy các đường lượn sóng) và màu sắc có vẻ mờ dần. Nguyên nhân gây mù phổ biến nhất ở những người trên 60 tuổi.
- Nhiễm trùng mắt, viêm, hoặc chấn thương mắt.
- Hội chứng Sjögren, một bệnh viêm tự miễn mãn tính phá hủy các tuyến sản xuất độ ẩm, bao gồm cả nước mắt (nước mắt)
- Ruồi bay trước mắt - Các hạt trôi nổi trên mắt. Mặc dù thường ngắn gọn và vô hại, chúng có thể là một dấu hiệu của bong võng mạc.
- Bong võng mạc Các triệu chứng bao gồm các hình nổi, các tia sáng chiếu qua trường thị giác của bạn hoặc cảm giác của một bóng râm hoặc rèm treo ở một bên của trường thị giác của bạn.
- Viêm dây thần kinh thị giác Có thể gây viêm dây thần kinh thị giác do nhiễm trùng hoặc đa xơ cứng. Bạn có thể bị đau khi di chuyển mắt hoặc chạm vào mí mắt.
- Đột quỵ hoặc cơn thiếu máu tai biến mạch máu não thoáng qua
- U não
- Giun tròn ký sinh Toxocara có thể gây mờ mắt
- Chảy máu mắt
- Viêm động mạch tạm thời, viêm động mạch trong não cung cấp máu cho dây thần kinh thị giác.
- Đau nửa đầu - Các kiểu ánh sáng, halos hoặc zigzag là những triệu chứng phổ biến trước khi bắt đầu đau đầu. Chứng đau nửa đầu võng mạc là khi bạn chỉ có triệu chứng thị giác mà không bị đau đầu.
- Cận thị - Mắt mờ có thể là một dấu hiệu toàn thân của độc tính gây tê cục bộ
- Giảm nhấp nháy  - chớp mắt xảy ra quá thường xuyên dẫn đến sự bất thường của màng nước mắt do bay hơi kéo dài, do đó dẫn đến sự gián đoạn trong nhận thức thị giác.
- Nhiễm độc carbon monoxit - Giảm cung cấp oxy có thể ảnh hưởng đến nhiều khu vực của cơ thể bao gồm cả thị lực.[4] Các triệu chứng khác do CO gây ra bao gồm chóng mặt, ảo giác và nhạy cảm với ánh sáng.